# Hingher

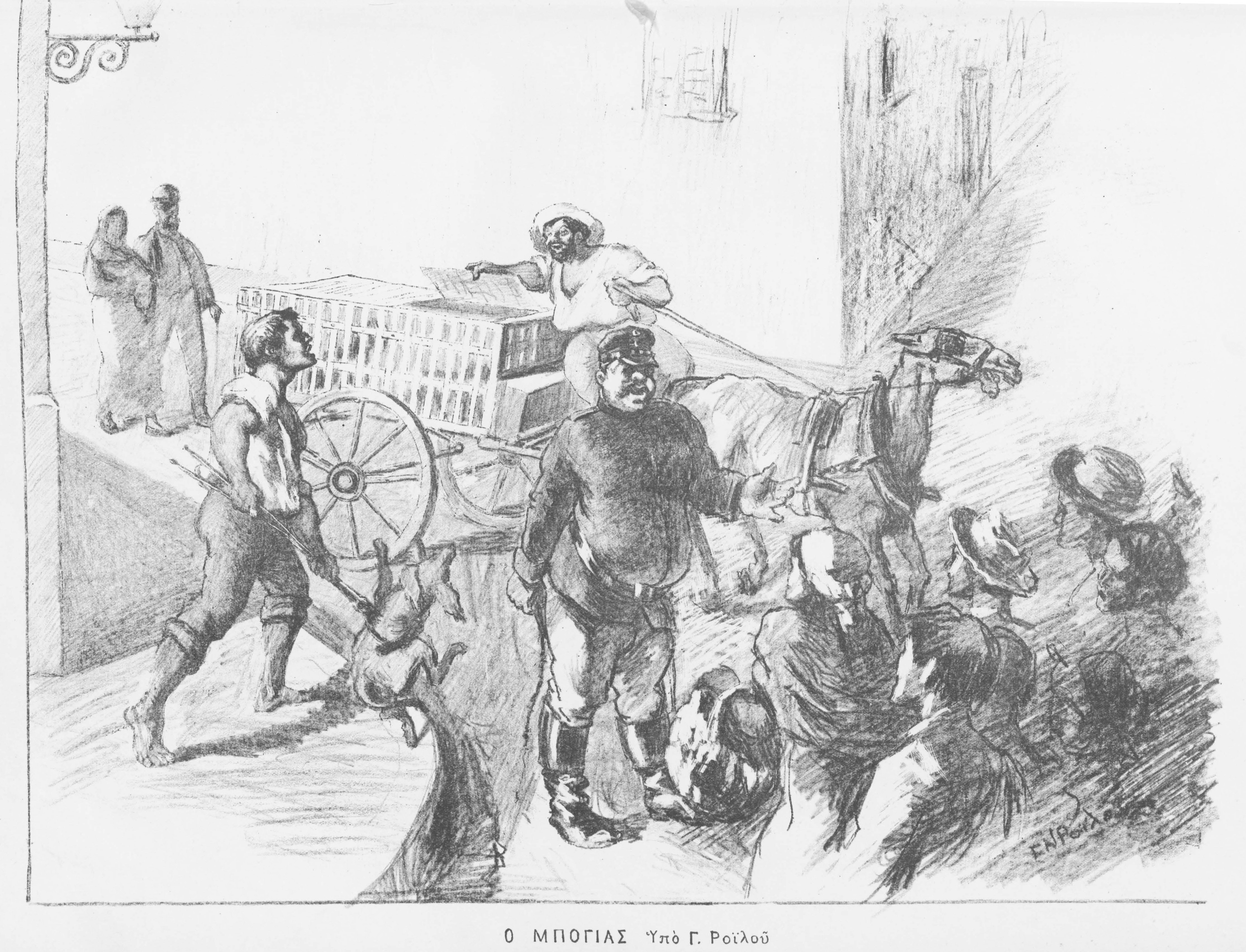
Hingher (1896)

Hingherul (hengher) este o persoană în slujba serviciului de ecarisaj care se ocupă cu prinderea și exterminarea câinilor vagabonzi (maidanezi). Este o ocupație care uneori, pe nedrept, se bucură de o faimă rea. Un hingher este socotit un om rău, fără milă, care prinde și ucide animale nevinovate. Unii părinți își speriau copiii, spunând că dacă nu sunt buni, îi duce hingherul. Cu toate acestea. printre altele, hingherii au contribuit la reducerea incidenței sau eradicarea unori boli parazitare sau infecțioase, printre care una dintre cele mai periculoase este rabia sau turbarea.